# Skierbieszów (gemeente)
De gemeente Skierbieszów is een landgemeente in het Poolse woiwodschap Lublin, in powiat Zamojski.
De zetel van de gemeente is in Skierbieszów.
Op 30 juni 2004 telde de gemeente 5681 inwoners.

## Oppervlakte gegevens
In 2002 bedroeg de totale oppervlakte van gemeente Skierbieszów 139,17 km², waarvan:
- agrarisch gebied: 80%
- bossen: 14%

De gemeente beslaat 7,43% van de totale oppervlakte van de powiat.
De gemeente omvat Skierbieszowski Park Krajobrazowy, in którym występują unikalne gatunki polskiej fauny.

## Demografie
Stand op 30 juni 2004:
| Omschrijving                   | Totaal | Totaal | Vrouwen | Vrouwen | Mannen | Mannen |
| ------------------------------ | ------ | ------ | ------- | ------- | ------ | ------ |
| eenheid                        | aantal | %      | aantal  | %       | aantal | %      |
| inwoners                       | 5681   | 100    | 2842    | 50      | 2839   | 50     |
| bevolkingsdichtheid (inw./km²) | 40,8   | 40,8   | 20,4    | 20,4    | 20,4   | 20,4   |

In 2002 bedroeg het gemiddelde inkomen per inwoner 1281,17 zł.

## Administratieve plaatsen (sołectwo)
Dębowiec, Dębowiec-Kolonia, Drewniki, Hajowniki, Huszczka Duża, Huszczka Mała, Iłowiec, Kalinówka, Łaziska, Majdan Skierbieszowski, Marcinówka, Nowa Lipina, Osiczyna, Podhuszczka, Podwysokie, Sady, Skierbieszów, Skierbieszów-Kolonia, Sławęcin, Stara Lipina, Suchodębie, Sulmice, Szorcówka, Wiszenki, Wiszenki-Kolonia, Wysokie Drugie, Wysokie Pierwsze, Zabytów, Zawoda, Zrąb-Kolonia.

## Aangrenzende gemeenten
Grabowiec, Izbica, Kraśniczyn, Sitno, Stary Zamość, Zamość